# Asota eusemoides
Asota eusemoides là một loài bướm đêm trong họ Erebidae.